# Campeonato Peruano de Fútbol de 1951
El Campeonato Peruano de Fútbol de 1951, denominado como «XXXV Campeonato Profesional», fue la edición número 35 de la Primera División del Perú y tuvo diez equipos participantes. Con este torneo se inició la era del fútbol profesional en el Perú. El campeonato comenzó el sábado 30 de junio y terminó el 18 de noviembre, jugándose en dos ruedas con un total de 18 fechas. Sport Boys se coronó campeón logrando su cuarto título.
Este año se inaugura el primer campeonato de fútbol profesional cuando la Federación Peruana de Fútbol adecuó el campeonato de acuerdo a los lineamientos mundiales bajo la organización de la Asociación Central de Fútbol. Este torneo fue importante porque significó el paso del amateurismo y la institucionalización del profesionalismo, aunque los jugadores de fútbol ya cobraban, de manera irregular, en las dos décadas anteriores.

## Desarrollo

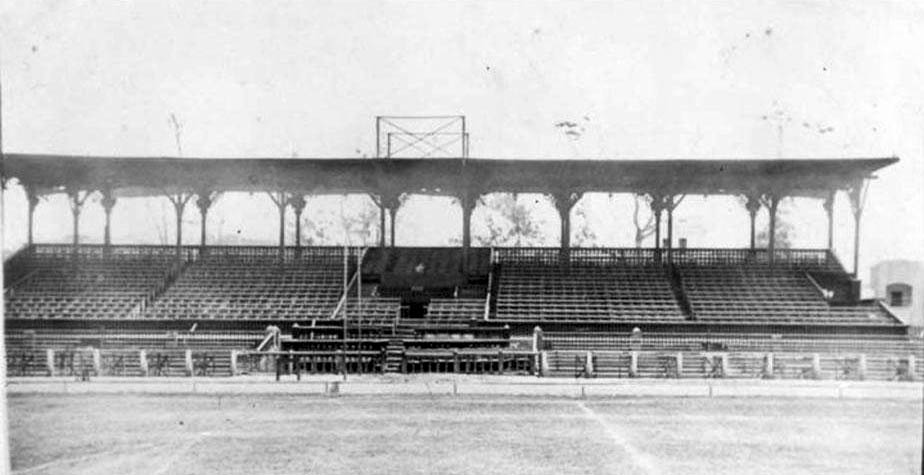
Los partidos se jugaron en el Antiguo Estadio Nacional, con capacidad de 22 mil espectadores, que sería cerrado al final del torneo para proceder a la remodelación. Sería el último torneo que se jugó en ese estadio.

El campeonato profesional permitió un aumento considerable en los sueldos de los jugadores y se repatriaron a varios nacionales que jugaban en El Dorado colombiano, como Valeriano López, “Vides” Mosquera, Carlos Gómez Sánchez, Alejandro González, Félix Castillo, entre otros, quienes arribaron a partir de abril de 1951.
El Presidente de la República, Manuel Odría, amnistió a los jugadores peruanos de la liga colombiana para que jueguen en el campeonato local, pues estaban castigados a perpetuidad por jugar en esa liga, considerada pirata por no estar inscrita en la FIFA (esto le permitía a los clubes colombianos contratar jugadores sin pagar su carta pase). Incluso, se formó un Fondo Pro Jugadores Amnistiados, que asumiría parte del sueldo de los jugadores -hasta S/. 10 mil-, que fueran contratados por algún club peruano. 
El Fondo de Amnistiados había gastado S/. 446 mil hasta octubre. Su financiamiento provenía de partidos amistosos e internacionales jugados a comienzos de año, así como ingresos de la FPF y del Comité Nacional del Deporte. Los clubes que más gastaron del fondo fue la U con S/. 83,908.99 y Alianza con S/. 80,864.96. El jugador que más costó fue Walter Ormeño del Mariscal Sucre, se desembolsaron S/. 18 mil por él, mientras el jugador por el que más se gastó dinero fue Gilberto Torres de la U, se le pagó S/. 17 mil por su contrato y S/. 4,665.25 para pasajes aéreos de Colombia a Perú.
La estrella que más expectativas generó fue Valeriano López, quien regresó al país tras jugar dos años en el Deportivo Cali, pero su debut no fue nada bueno a pesar de la gran expectativa que causó. El Tanque de Casma había regresado al país fuera de forma y esto ya lo había declarado el presidente chalaco, Claudio Martínez Bodero: "Según mis informes se encuentra fuera de forma este muchacho. Ha venido muy mal de Colombia". Lo bueno fue que en su debut, el club obtuvo una taquilla de más de S/. 200 mil, la más alta de la temporada internacional.
Luis “Caricho” Guzmán fue otro jugador cuyo fichaje fue muy disputado. Él había jugado en la Universidad de Chile y en el Independiente Medellín entre 1948 y 1950 antes de regresar al país. Caricho había sido uno de los “tres gatitos”, junto con Tito Drago y Vides Mosquera, quienes con Deportivo Municipal ganaron el Campeonato de Selección y Competencia de 1943. El 20 de mayo, Carlos Cárdenas, Presidente del Sucre, había declarado que Caricho ya había firmado por su club, a pesar de que había estado entrenando con Alianza Lima. En la mañana del lunes 21 de mayo, Caricho Guzmán le había dado una opción a Sucre para jugar con ellos, pero a las 2 de la tarde de ese día, Caricho firmó contrato con el equipo blanquiazul gracias a las gestiones del general Vásquez Benavides, Presidente de Alianza Lima. Caricho firmó no sólo como jugador, sino también como DT por dos años, por una suma de S/. 28 mil.

### Fichajes de otros países, entre peruanos y extranjeros
No sólo se repatriaron jugadores de Colombia, sino de otros países. Uno de ellos fue Eduardo “Lolín” Fernández, que tras jugar en el Vélez Sarfield de Argentina entre 1947 y 1950, regresó en mayo, aunque recién firmó con la U el 1 de julio, cuando el campeonato de Selección y Competencia ya había culminado su primera fecha. Sporting Tabaco le ofreció S/. 20 mil por dos años, pero la U le ofreció la misma cantidad, pagándole además los pasajes de avión a su esposa y su menor hija. Además Lolín recibiría S/. 800 mensuales. El problema del jugador es que su carta pase llegó tarde, recién en la cuarta fecha, y después no fue tomado en cuenta, firmando por el Boys en noviembre.
Los altos fichajes registrados en 1951, en comparación a los años precedentes, no sólo se limitaron a los jugadores repatriados, pues los que ya jugaban en Lima también se vieron beneficiados. Al Municipal lo consideraron el club rico por las millonarias contrataciones que hizo. En el mismo nivel estaba Sport Boys y Alianza Lima. No todo fue grandes contrataciones y repatriaciones. Jesús Villalobos, estrella del Mariscal Sucre, fue contratado por el Fluminense del Brasil por la suma de S/. 3,500 mensuales y S/. 60 mil de prima por dos años. Fue el primer jugador peruano en marcharse al fútbol carioca.

### Comienza el campeonato profesional
El partido inaugural del torneo fue el sábado 30 de junio entre el Unión Callao y el Ciclista Lima, goleando el equipo chalaco al club decano por 7-2, aunque el partido no fue visto por más de mil espectadores. En el partido de fondo de esa jornada, Alianza Lima le ganó 2-1 al Atlético Chalaco.
El partido más interesante de esa fecha fue el que jugaron la U y el Sport Boys el domingo 1 de julio ante 20 mil espectadores. El triunfo fue para Boys 3-2, gracias a un gol de buena factura de Valeriano López, el segundo de su cuenta personal de ese partido calificado de soso. Lorenzo Pacheco, capitán del Boys, se peleó en los camarines con su compañero de equipo Rafael Arcaz, razón por la cual ambos jugadores fueron multados y se le quitó la capitanía a Pacheco. Fue recién en la tercera fecha que el Boys convenció y venció 6-2 al Atlético Chalaco, con tres goles de Valeriano López, pero el mejor partido de esa fecha fue el Municipal vs Alianza. Cuando la franja y el equipo blanquiazul se enfrentaron, ambos eran puntero junto con Centro Iqueño. El partido iba 1-1 cuando en el minuto 32 del primer tiempo se retira lesionado el defensa Cabada del Municipal, con lo que el equipo de la franja se quedó con diez jugadores, pues en esa época no había cambio por suplentes. A pesar de jugar con un hombre menos, la "franja" anota dos goles, por intermedio de Manuel Rivera, el Municipal ganó 4-2 y el chino quedó como goleador del campeonato con nueve goles, habiéndole anotado tres a Alianza Lima.
El partido más interesante de la sexta fecha fue el Municipal contra la U, llamado ya clásico en esa época. Terminó 1-1 el primer tiempo, pero en el segundo tiempo Municipal fue superior y aprovecharon el cansancio de Titina Castillo para anotar cuatro goles y ganar 5-1, conservando la punta.
En la octava fecha se jugó el clásico entre la U y Alianza. El equipo crema llegaba disminuido, sin cinco de sus titulares: Eduardo Rodríguez, Gasco, Titina Castillo, Lolo Fernández y Gilberto Torres, por lo que Alianza pudo vencer por 4-3. En la octava fecha también, tras ganar el Boys 4-1 al Unión Callao alcanzó en la punta en la Municipal, que sólo pudo empatar 1-1 con Tabaco, llegando ambos equipos los 14 puntos, de tal manera que definirían al puntero en la última fecha, en donde ambos se encontrarían. En la novena fecha, ante más de 24 mil espectadores, Sport Boys venció al Municipal por 2-1, con goles de Valdivieso y Valeriano por el Boys y Rivera por el Muni, quedándose el Boys solo en la punta. Después de esa fecha, el campeonato entró en un breve receso.

### La segunda rueda
La décima fecha se inició el 23 de septiembre con la expectativa del U-Boys. La U jugó todo el segundo tiempo con diez hombres por expulsión de León a los 41 minutos, pero de todas maneras se impuso al Boys 3-2. Valeriano anotó dos goles. El Atlético Chalaco se recuperó y ganó 4-2 al Alianza. La tabla quedó con el Muni y el Boys con 16 puntos y la U y Alianza con 12 puntos.
En la siguiente fecha, la sorpresa fue que el Municipal empatara 2-2 con Unión Callao, que estaba último en la tabla. También sorprendió que la U cayera 2-1 contra el Tabaco. El Boys empató 1-1 con Alianza, siendo el único equipo a quien no pudo ganarle ese campeonato.
En la fecha 12, el Boys goleó 10-2 al Atlético Chalaco, la mayor goleada del campeonato y todo un récord desde el triunfo de Alianza sobre la U por 9-1 en 1949. La U siguió cayendo en la tabla, tras perder con el Mariscal Sucre 2-1. En una mala tarde para los arqueros, Alianza y Municipal empataron 5-5.
Boys tuvo un freno en la fecha 13 al caer 3-1 frente al Mariscal Sucre, en el único partido del campeonato que Valeriano no se hizo presente en el marcador. Municipal tomó la punta del campeonato al vencer 4-1 al Atlético Chalaco. Ciclista Lima venció 3-0 a la U, dejándolo fuera de la lucha por el título.
La gran sorpresa en la fecha 14 fue el triunfo del Mariscal Sucre por 7-0 sobre Alianza Lima, quitándole las aspiraciones al título al equipo blanquiazul.
En la fecha 16, el Municipal perdió 3-2 frente al Association Chorrillos, permitiendo que el Boys lo alcanzara en la punta del campeonato, pues le ganó 3-1 al Centro Iqueño y llegó a los 24 puntos. En la penúltima fecha, el 11 de noviembre, Boys le ganó 7-1 al Unión Callao, mientras el Municipal hizo lo propio con Tabaco, ganándole 3-1, de tal manera que ambos clubes llegaron a los 26 puntos.
En la última fecha se enfrentaban el Boys ante el Municipal, los punteros del campeonato. Si empataban, ambos terminarían con igual puntaje y el campeonato se definiría por ser el mejor de 3 partidos entre ellos. También había expectativa por ver quienes eran los cuatro clasificados, que jugarían el Torneo Apertura de 1952. La pugna estaba entre Mariscal Sucre, Alianza Lima, Ciclista Lima y Universitario.
El miércoles 14 de noviembre el Boys entró en concentración para el partido del domingo, pero el delantero titular Manuel Drago se abstuvo por estar en duelo por el fallecimiento de su padre. Manuel no jugó el último partido y fue reemplazado por el joven delantero Teodoro Baluarte, quien debuta en el campeonato profesional.
La última fecha se inició el sábado 17 de noviembre y terminó al día siguiente con el partido Boys-Muni. Las entradas para el partido más importante del campeonato había generado colas desde el amanecer del sábado. Al partido asistieron 25,735 espectadores y también fue transmitido por radio. Fue el último partido en el Antiguo Estadio Nacional, pues inmediatamente después fue demolido por remodelación y no abrió hasta 1953.
El partido entre Boys y Muni fue calificado como el mejor de la temporada. El Boys adelantó a los 35 minutos con gol de Valeriano ante pase de Pedro Valdivieso. Dos minutos después, Valeriano nuevamente anotó tras pase de Willy Barbadillo. A los 39 minutos, Tito Drago anotó de cabeza, descontando para el Municipal. A los 43, Valeriano hizo su hack-trick, al anotar de cabeza y marcar el 3-1. Recién a los 36 minutos del segundo tiempo, Vides Mosquera descontó para el Municipal. Al final del partido, los hinchas invadieron la cancha y alzaron en hombros a los jugadores del Boys.
Valeriano López terminó como el goleador del campeonato, con 31 goles en 18 partidos, el mayor promedio en la historia del fútbol peruano.

## Sistema de competición
Los diez equipos participantes disputan el campeonato bajo un sistema de liga típico. Vale decir, a dos ruedas en partidos de ida y vuelta, luego de las cuales el equipo que lograra mayor puntaje se coronaría campeón y el equipo que obtuviese menos puntos descendería automáticamente a Segunda División. 
Se otorgaban 2 puntos por partidos ganados, 1 punto por partidos empatados y 0 puntos por partidos perdidos.

## Ascensos y descensos
| Posición | Ascendido de Segunda División 1950 |
| -------- | ---------------------------------- |
| 1º       | Unión Callao                       |

| Posición | Descendido de Primera División 1950 |
| -------- | ----------------------------------- |
| 10º      | Jorge Chávez                        |

## Equipos participantes
| Club                | Ciudad | Entrenador           |
| ------------------- | ------ | -------------------- |
| Alianza Lima        | Lima   | Alejandro González   |
| Atlético Chalaco    | Callao | José Arana           |
| Centro Iqueño       | Lima   | Plácido Galindo      |
| Ciclista Lima       | Lima   | Carlos Aldabe        |
| Deportivo Municipal | Lima   | Juan Valdivieso      |
| Mariscal Sucre      | Lima   | Ángel Fernández Roca |
| Sport Boys          | Callao | Alfonso Huapaya      |
| Sporting Tabaco     | Lima   | Héctor Castro        |
| Unión Callao        | Callao |                      |
| Universitario       | Lima   | Arturo Fernández     |

## Tabla de posiciones
| Pos | Equipo              | PJ | PG | PE | PP | GF | GC | Dif | Pts |
| --- | ------------------- | -- | -- | -- | -- | -- | -- | --- | --- |
| 1   | Sport Boys          | 18 | 13 | 2  | 3  | 63 | 34 | +29 | 28  |
| 2   | Deportivo Municipal | 18 | 11 | 4  | 3  | 58 | 33 | +25 | 26  |
| 3   | Mariscal Sucre      | 18 | 9  | 2  | 7  | 45 | 40 | +5  | 20  |
| 4   | Alianza Lima        | 18 | 8  | 4  | 6  | 46 | 46 | 0   | 20  |
| 5   | Ciclista Lima       | 18 | 7  | 5  | 6  | 42 | 40 | +2  | 19  |
| 6   | Centro Iqueño       | 18 | 7  | 2  | 9  | 29 | 32 | -3  | 16  |
| 7   | Universitario       | 18 | 7  | 2  | 9  | 37 | 42 | -5  | 16  |
| 8   | Sporting Tabaco     | 18 | 4  | 6  | 8  | 33 | 43 | -10 | 14  |
| 9   | Atlético Chalaco    | 18 | 5  | 2  | 11 | 29 | 53 | -24 | 12  |
| 10  | Unión Callao        | 18 | 2  | 5  | 11 | 33 | 52 | -19 | 9   |

PJ = Partidos jugados; PG = Partidos ganados; PE = Partidos empatados; PP = Partidos perdidos; GF = Goles a favor ; GC = Goles en contra; DG = Diferencia de goles; Pts = Puntos
|  | Campeón de la Temporada 1951     |
|  | Descenso a Segunda División 1952 |
|                      |
| Campeón Nacional     |
| Sport Boys 4º título |

## Resultados
| Local \ Visitante   | ALI | CHA | IQU | CIC | MUN | SUC | SBA  | TAB | CAL | UNI |
| ------------------- | --- | --- | --- | --- | --- | --- | ---- | --- | --- | --- |
| Alianza Lima        |     | 2–1 | 2–0 | 3–1 | 5–5 | 4–2 | 5–2  | 5–2 | 4–2 | 0–2 |
| Atlético Chalaco    | 4–2 |     | 1–4 | 1–3 | 1–4 | 3–2 | 2–10 | 3–1 | 2–1 | 1–1 |
| Centro Iqueño       | 1–0 | 2–0 |     | 3–1 | 0–1 | 0–1 | 1–3  | 4–1 | 3–1 | 1–5 |
| Ciclista Lima       | 3–3 | 3–1 | 5–1 |     | 2–2 | 1–2 | 1–1  | 2–2 | 3–2 | 3–0 |
| Deportivo Municipal | 4–2 | 5–1 | 2–1 | 2–3 |     | 5–4 | 2–3  | 3–1 | 5–1 | 4–2 |
| Mariscal Sucre      | 7–0 | 4–1 | 2–0 | 3–1 | 1–5 |     | 2–6  | 2–2 | 2–1 | 1–4 |
| Sport Boys          | 1–1 | 6–2 | 1–0 | 4–2 | 2–1 | 1–3 |      | 4–1 | 7–1 | 3–2 |
| Sporting Tabaco     | 4–2 | 2–0 | 2–2 | 1–4 | 1–1 | 1–1 | 2–3  |     | 3–0 | 2–1 |
| Unión Callao        | 2–2 | 1–1 | 2–2 | 7–2 | 2–2 | 4–3 | 1–4  | 3–3 |     | 1–3 |
| Universitario       | 3–4 | 0–4 | 2–4 | 2–2 | 1–5 | 1–2 | 3–2  | 3–2 | 2–1 |     |

## Goleadores
| Jugador              | Equipo                    | Goles |
| -------------------- | ------------------------- | ----- |
| Valeriano López      | Sport Boys                | 31    |
| Manuel Rivera        | Deportivo Municipal       | 26    |
| Roberto Castillo     | Alianza Lima              | 15    |
| Alberto Terry        | Universitario de Deportes | 13    |
| Guillermo Barbadillo | Sport Boys                | 12    |
| José Abán            | Mariscal Sucre            | 12    |
| Pedro Valdivieso     | Sport Boys                | 10    |
| Máximo Mosquera      | Deportivo Municipal       | 10    |

## Mercado de traspasos
Los clubes de la Primera División del Perú invirtieron cerca de 446 mil soles en fichajes para la temporada 1951, siendo considerado un desembolso récord para la época. El equipo con mayor inversión fue el Universitario, que gastó 89 mil soles, incluyendo el pago de 21 mil soles por Gilberto Torres, convirtiéndose en el jugador que más se le pagó dinero. Junto a la venta de Jesús Villalobos del Mariscal Sucre al Fluminense por idéntico importe, estos fueron los traspasos más elevados de la temporada en el fútbol peruano.
| Pos. | Jugador            | Destino             | Procendencia           | Precio (S/) |
| ---- | ------------------ | ------------------- | ---------------------- | ----------- |
| 1.°  | Walter Ormeño      | Mariscal Sucre      | Huracán de Medellín    | 18 000      |
| 2.°  | Gilberto Torres    | Universitario       | América de Cali        | 17 000      |
| 3.°  | Valeriano López    | Sport Boys          | Deportivo Cali         | 15 000      |
| 4.°  | Máximo Mosquera    | Deportivo Municipal | Deportivo Cali         | 15 000      |
| 5.°  | Luis Guzmán        | Alianza Lima        | Independiente Medellín | 14 000      |
| 6.°  | Waldino Aguirre    | Mariscal Sucre      | Rosario Central        | 12 000      |
| 7.°  | Santiago Armandola | Mariscal Sucre      | Quilmes AC             | 11 000      |
| 8.°  | Jesús Villalobos   | Fluminense          | Mariscal Sucre         | 11 000      |